# チョウノスケソウ
チョウノスケソウ（長之助草、Dryas octopetala）は、北半球の極地および高山に生育する匍匐性の常緑小低木で、バラ科に属する。高山の岩場に群生し花も美しいので知られる。
日本では須川長之助（ロシア人植物学者マキシモヴィッチの助手）が初めて採集したことからこの名がある。日本のものは一般に変種（var. asiatica）とされる。

## 分布
北半球のツンドラおよび高山の砂礫地に広く分布するが、特に石灰岩地によく生育する。南方ではカフカース山脈、ロッキー山脈まで見られる。
日本では南アルプス以北の高山に生育するが、生息地は限られる。北アルプス、八ヶ岳、北海道など。
アイスランドの国花、カナダ・ノースウェスト準州の花になっている。

## 特徴
木質の茎が地面を這う。葉は楕円形で、上面が無毛で下面には白い毛が密生する。夏に数センチの茎の先に花が咲く。花弁は白く、種小名octopetalaは「花弁が8枚」の意味で、普通は8枚あるが16枚の場合もある。雌蕊は多数あり、白い羽毛状で、果実（痩果）になっても残り、これによって風で飛ばされる。

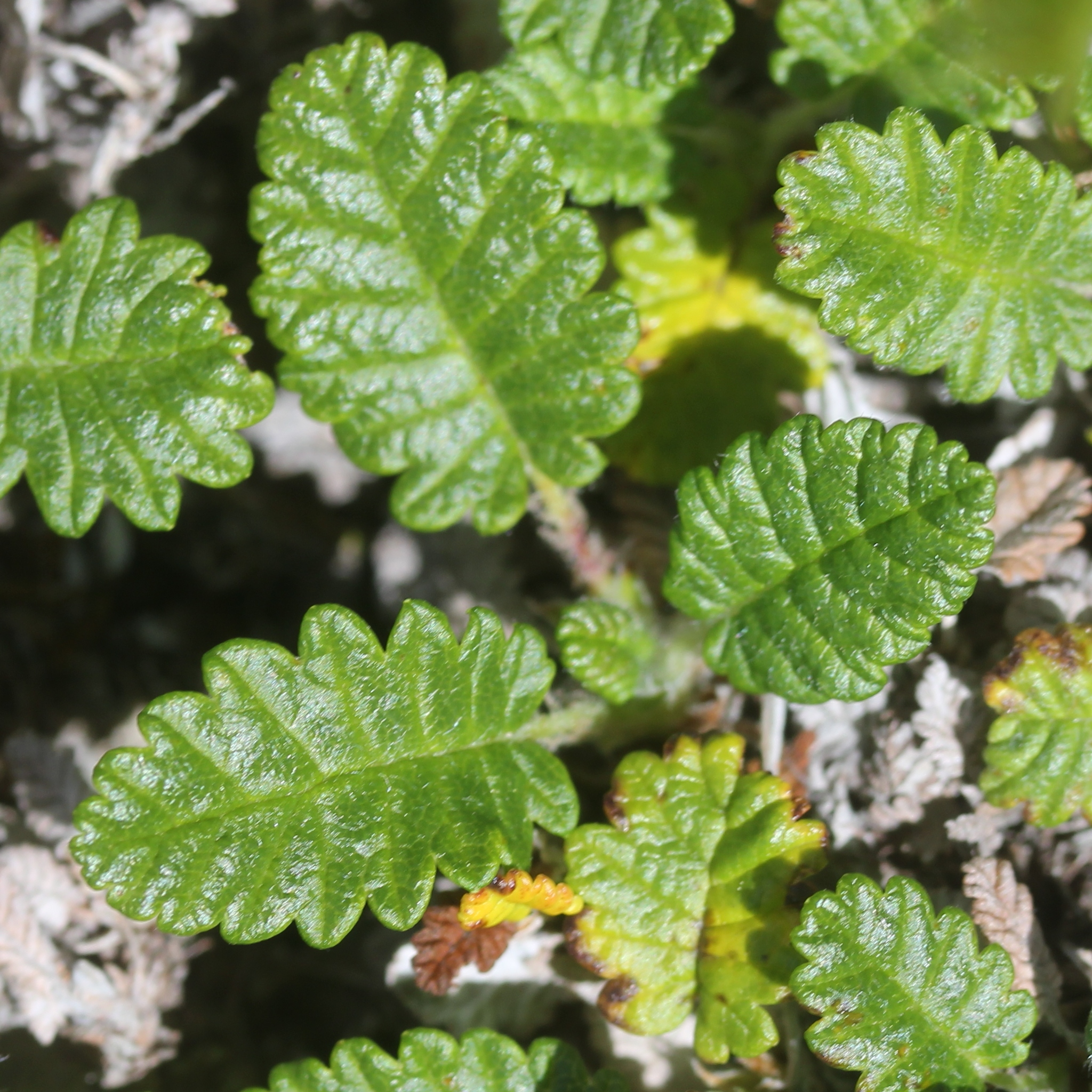
楕円形の葉
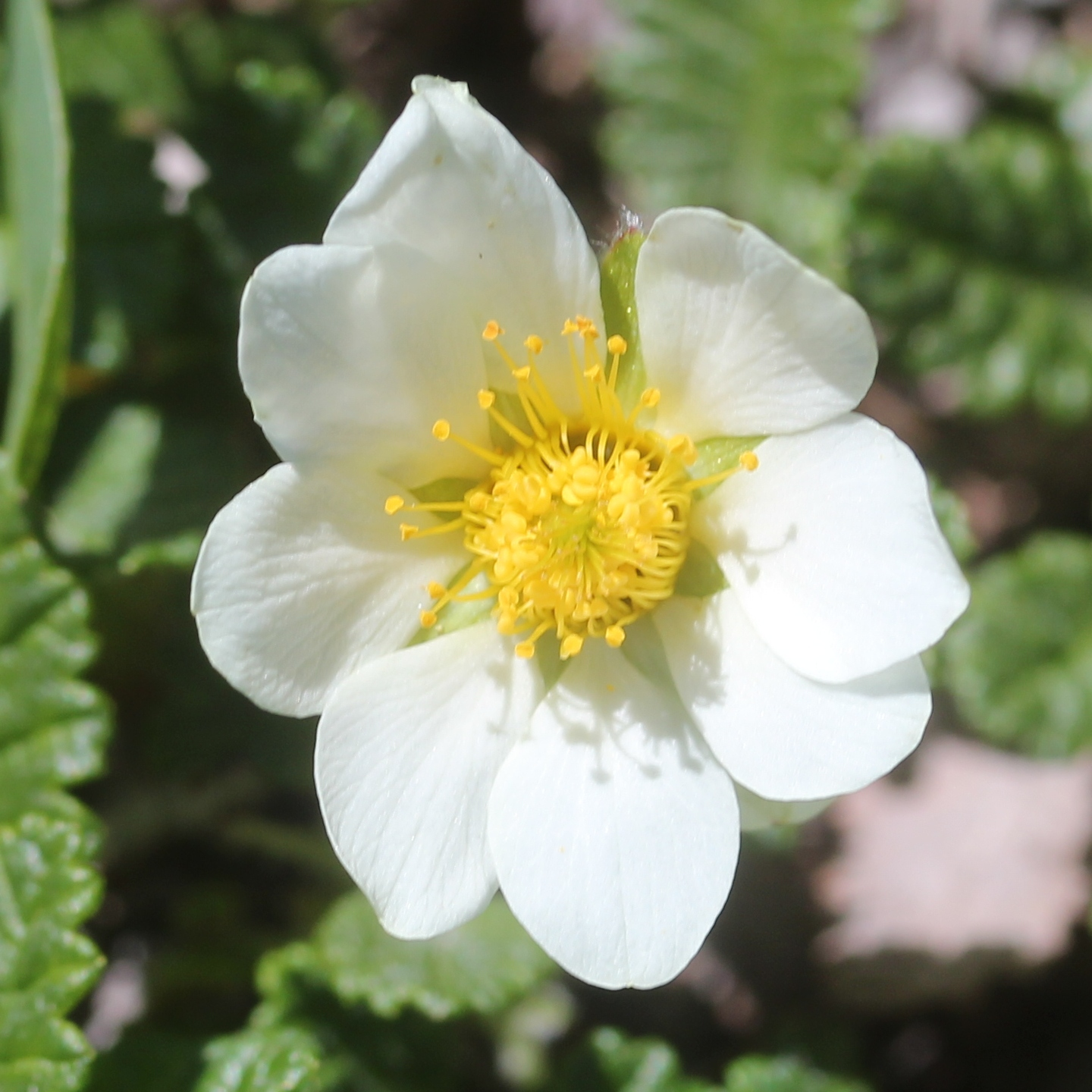
花弁が8枚、雌蕊は多数
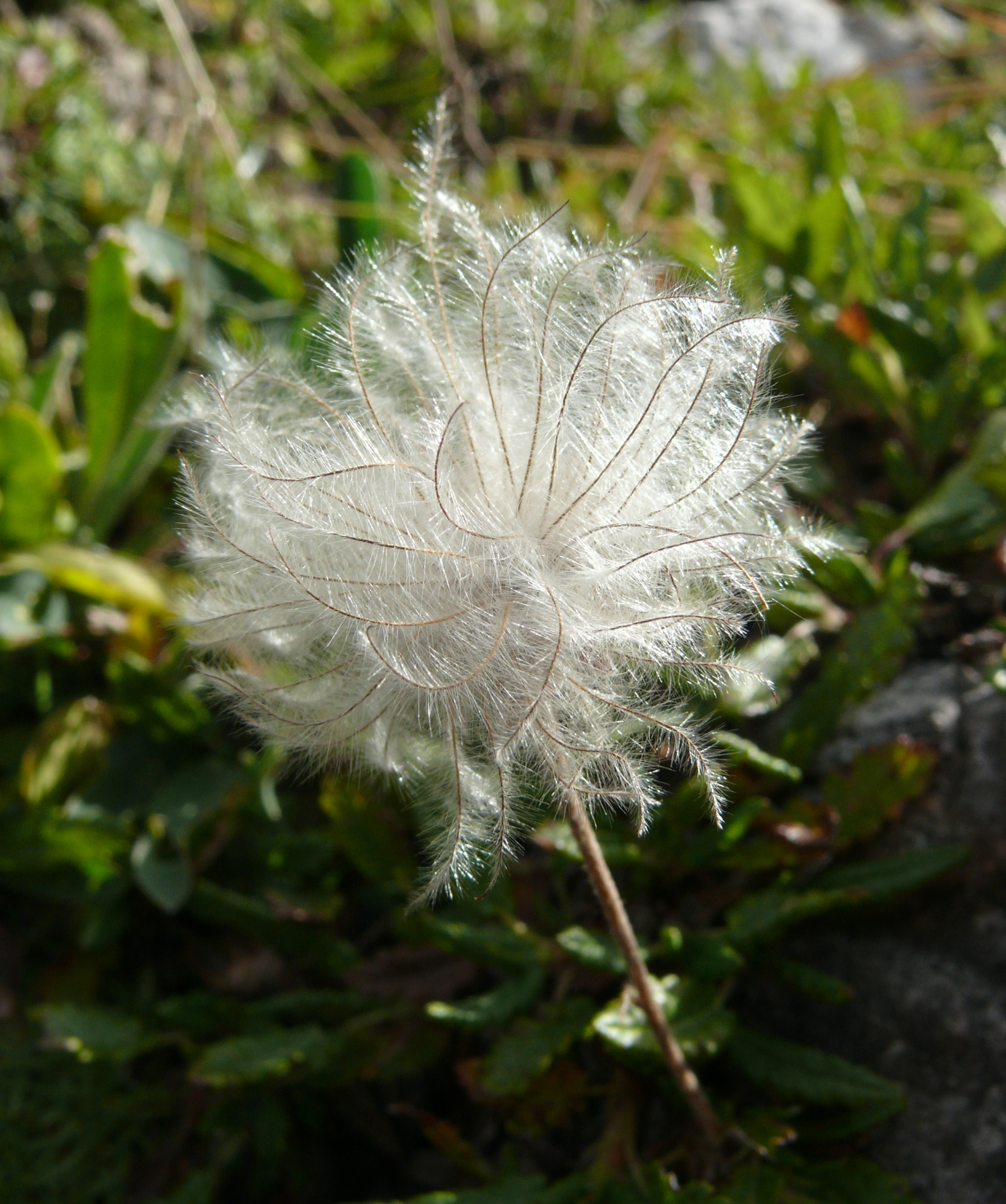
果実

## その他
気候学における、ヤンガードリアス（Younger Dryas）およびオールダードリアス（Older Dryas）の2つの亜氷期の名前は、属名Dryasに因んで付けられている。ヨーロッパにおける花粉分析で、これらの時代に本種の花粉が非常に多かったためである。これらの時代には北半球の広い範囲がツンドラとなり、本種が繁殖していたと考えられる。